# القصف الاستراتيجي خلال الحرب العالمية الثانية
القصف الاستراتيجي خلال الحرب العالمية الثانية هو سلسلة من عمليات القصف الجوي ذات طبيعة استراتيجية تمت خلال الفترة الممتدة ما بين عامي 1939 و1945 لتشمل كل العمليات الجوية التي قامت بها أيًا من الحكومات المشاركة في الحرب العالمية الثانية وحملت هدفًا استراتيجيًا محددًا؛ مثل القصف المتواصل لمحطات القطارات والموانئ والمدن والمناطق السكنية وبعض المناطق الصناعية داخل حدود الدول المعادية، وتم الاعتماد عللى إستراتيجية التفوق الجوي والتي تُقِر بإمكانية تحقيق الانتصارات الكبرى عن طريق مهاجمة البنية التحتية السياسية والصناعية دون الحاجة لمهاجمة الأهداف العسكرية بصورة مباشرة، ويختلف القصف الاستراتيجي كلياً عن الدعم الجوي القريب للقوات البرية والتفوق الجوي التكتيكي والذي يتضمن معارك السيطرة على أجواء أرض المعركة.
في عام 1939، تمكنت القوات الألمانية من اجتياح بولندا، وبدأت اللوفتوافه في تقديم الدعم الجوي القريب لعناصر القوات البرية للجيش الألماني، كما تمكنت اللوفتوافه من تدمير الأهداف الاستراتيجية والمدن والتجمعات السكانية من خلال عمليات القصف العشوائي والغير محدود، في أعقاب ذلك، أعلنت كلا من فرنسا والمملكة المتحدة الحرب على ألمانيا، وقامت طائرات سلاح الجو الملكي بمهاجمة السفن الحربية الألمانية المتواجده على طول الساحل الألماني المطل على بحر الشمال.
ومع اتساع دائرة القتال، تبادلت قوات المحور والحلفاء عمليات القصف للأهداف ذات الطابع الاستراتيجي وخاصة الصناعية والعسكرية منها على حد السواء، كما امتد القصف ليشمل المدن والتجمعات السكانية في مراحل متقدمة من الحرب كجزء من الحرب النفسية بهدف إضعاف الروح المعنوية للقوات المعادية وإفقادها الرغبة في القتال والأمل في النصر، وفيما بين عامي 1940 و1941 استخدمت ألمانيا هذا الأسلوب أثناء البليتز ضد بريطانيا، وبدءًا من عام 1940، تصاعدت وتيرة الهجمات البريطانية ضد المدن الألمانية، حيث أصبحت الغارات الجوية أقل تحفظًا عن ذي قبل، مستهدفة أهدافًا صناعية ومناطق سكنية، بعد أن اقتصرت سابقًا على الأهداف العسكرية، وبحلول عام 1943 دعّمت الولايات المتحدة من هذا التوجّه، حيث قامت القوات الأمريكية بشن غارات واسعة النطاق ضد هامبورغ عام 1943، ثم درسدن عام 1945 قبل أن تتبعهما باقي المدن الألمانية إلى نفس المصير في الأشهر القليلة المتبقية من الحرب، من جانبه، اختلف مردود القصف الاستراتيجي بحسب طول مدته وكثافته، وعلى الرغم من ذلك، فشل كلًا من اللوفتوافه وسلاح الجو الملكي في توجيه ضربة حاسمة للجانب المنافس عن طريق إضعاف الروح المعنوية، وإن ساهمت حملات القصف الاستراتيجي في تقليل حجم والقدرات الإنتاجية للدول.
وعلى مسرح عمليات الباسيفيكي، قامت القوات الجوية اليابانية قصف تشونغتشينغ بصفة دورية بدءًا من عام 1938 وحتى عام 1943، في حين بدأ القصف الاستراتيجي الأمريكي لإمبراطورية اليابان بشكل جدي خلال شهر أكتوبر من عام 1944، سبق هذا التاريخ، بعض العمليات الاستراتيجية الأمريكية ضيقة النطاق خارج حدود الصين، والتي اقتصرت على إيصال المؤن عند سفوح جبال الهيمالايا، والذي أطلق عليه طيارو قوات الحلفاء اسم السنام، كما تصاعدت حدة المهام القتالية خارج سايبان لتنتهي بالهجوم النووي على هيروشيما وناجازاكي في أغسطس من عام 1945، وهو ما أجبر اليابان على الاستسلام في الأيام القليلة التالية، وعليه، يعتبر الخبراء العسكريون استسلام اليابان نتيجة مباشرة لحملات القصف الاستراتيجي.

## طالع أيضًا
- الدفاع عن الرايخ
- الخسائر المدنية للقصف الاستراتيجي
- برنامج مقاتلة الطوارئ

## وصلات خارجية
- The Blitz: Sorting the Myth from the Reality, BBC History
- Liverpool Blitz Experience 24 hours in a city under fire in the Blitz. Liverpool Museums
- Coventry Blitz
- 376th HBG Veterans Oral History Project at Ball State University
- Allied Bombers and Crews – عرض من Life magazine
- Bombing Annotated bibliography for conventional bombing during World War II from the Alsos Digital Library for Nuclear Issues